# Anna Semenovičová
Anna Grigorjevna Semenovičová (rusky: Анна Григорьевна Семенович, * 1. března 1980 Moskva) je bývalá ruská krasobruslařka, po ukončení kariéry aktivní jako zpěvačka, herečka, moderátorka a modelka.
Absolvovala Státní tělovýchovnou akademii v Moskvě, pod vedením trenérů Natalie Liničukové a Gennadije Karponosova se věnovala tancům na ledě. Jejími partnery byli postupně Denis Samochin (8. místo na mistrovství světa juniorů v krasobruslení 1993 a 7. místo v roce 1994), Maxim Kačanov (5. místo na Hrách dobré vůle 1994), Vladimir Fjodorov (vítězství na Finlandia Trophy 1996 a 1997, 15. místo na mistrovství světa v krasobruslení 1998) a Roman Kostomarov (2. místo na mistrovství Ruska 1999, 10. místo na mistrovství Evropy v krasobruslení 2000 a 13. místo na mistrovství světa 2000).
V roce 2001 ze zdravotních důvodů s krasobruslením skončila a začala spolupracovat se sportovní stanicí 7TV. V letech 2003 až 2007 byla členkou dívčí dancepopové skupiny Blesťaščije, v roce 2008 vydala sólové album Sluchi, spolupracovala také se zpěvákem Timatim. Jako herečka debutovala menší rolí ve filmu Noční hlídka, hlavní ženskou postavu ztvárnila v komedii Hitler kaput! a jejím pokračování Rževskij proti Napoleonovi i v ruském remake sitcomu Správná Susan, vystupovala v zábavném pořadu KVN, dabovala postavu Mistryně Zmije v ruské verzi animovaného filmu Kung Fu Panda.